# Festival international du film de Moscou 1985
Le 14e festival international du film de Moscou a lieu du 28 juin au 12 juillet 1985. Les prix d'or sont attribués au film soviétique Requiem pour un massacre réalisé par Elem Klimov, au film américain A Soldier's Story dirigé par Norman Jewison et au film grec La Descente des neuf de Christos Siopahas.

## Jury
- Sergueï Guerassimov (URSS – président du jury)
- Shyam Benegal (Inde)
- Renate Blume (Allemagne de l'est)
- Paulin Vieyra (Sénégal)
- Jerzy Hoffman (Pologne)
- Daisy Granados (Cuba)
- Giuseppe De Santis (Italir)
- Nikos Koundouros (Grèce)
- István Nemeskürty (Hongrie)
- Kōhei Oguri (Japon)
- Badrahin Sumhu (Mongolie)
- Francois Chavan (France)
- Eldar Shengelaia (URSS)
- Rostislav Yurenev (URSS)
- Robert Malcolm Young (USA)

## Films en compétition
Les films suivants sont sélectionnés pour la compétition principale :
| Titre anglais ou français                  | Titre original                                                            | Réalisateur(s)          | Pays d'origine       |
| ------------------------------------------ | ------------------------------------------------------------------------- | ----------------------- | -------------------- |
| Train d'enfer                              | Train d'enfer                                                             | Roger Hanin             | France               |
| Anne Devlin                                | Anne Devlin                                                               | Pat Murphy              | Irlande              |
| A Soldier's Story                          | A Soldier's Story                                                         | Norman Jewison          | États-Unis           |
| Cool Jazz and Coconuts                     | Kókóstré og Hvítir Mávar                                                  | Jakob Frímann Magnússon | Islande              |
| Buamama                                    | Buamama                                                                   | Benamar Bahti           | Algérie              |
| Twist and Shout                            | Tro, håb og kærlighed                                                     | Bille August            | Danemark             |
| Eternal Fire                               | Fuego eterno                                                              | José Ángel Rebolledo    | Espagne              |
| Wodzek                                     | Wodzek                                                                    | Oliver Herbrich         | Allemagne de l'Ouest |
| Kingpin                                    | Kingpin                                                                   | Mike Walker             | Nouvelle-Zélande     |
| La Dame en couleurs                        | La Dame en couleurs                                                       | Claude Jutra            | Canada               |
| Girl from Mt. Huangshan                    | Huang shan lai de gu niang                                                | Zhang Yuan, Yu Yan Fu   | Chine                |
| Wild Dogs                                  | Jíbaro                                                                    | Daniel Díaz Torres      | Cuba                 |
| The Days of Torments                       | Jours de tourmentes                                                       | Paul Zoumbara           | Burkina Faso         |
| Woman in a Hat                             | Kobieta w kapeluszu                                                       | Stanisław Różewicz      | Pologne              |
| The Rigorous Fate                          | El rigor del destino                                                      | Gerardo Vallejo         | Argentine            |
| Requiem pour un massacre                   | Idi i smotri                                                              | Elem Klimov             | Union soviétique     |
| Private Resistance                         | De ijssaloon                                                              | Dimitri Frenkel Frank   | Pays-Bas             |
| The Clan – Tale of the Frogs               | Klaani: Tarina Sammakoitten suvusta                                       | Mika Kaurismäki         | Finlande             |
| Where Others Keep Silent                   | Wo andere schweigen                                                       | Ralf Kirsten            | Allemagne de l'Est   |
| La Descente des neuf                       | I kathodos ton 9                                                          | Christos Siopahas       | Grèce                |
| End of an Era                              | Yuganthaya                                                                | Lester James Peries     | Sri Lanka            |
| The Red Countess                           | A vörös grófnö                                                            | András Kovács           | Hongrie              |
| The Lover                                  | Al-ashiq                                                                  | Muhir Fenery            | Irak                 |
| C'est dur d'être un homme : Amour interdit | Otoko wa tsurai yo: Torajirō shinjitsu ichiro                             | Yōji Yamada             | Japon                |
| The Love Doesn't Come Back                 | Bao gio cho toi thang muoi                                                | Đặng Nhật Minh          | Vietnam              |
| Mexican, You Can Do It                     | Mexicano ¡Tú puedes!                                                      | José Estrada            | Mexique              |
| Mine                                       | Mine                                                                      | Atıf Yılmaz             | Turquie              |
| La Partie de chasse                        | The Shooting Party                                                        | Alan Bridges            | Grande Bretagne      |
| On the Threshold                           | Lars i porten                                                             | Leif Erlsboe            | Norvège              |
| Åke and His World                          | Åke och hans värld                                                        | Allan Edwall            | Suède                |
| The Boy Who Had Everything                 | The Boy Who Had Everything                                                | Stephen Wallace         | Australie            |
| Prologue of the Undeclared War             | Prologue of the Undeclared War                                            | G. Jigjidsuren          | Mongolie             |
| Raffl                                      | Raffl                                                                     | Christian Berger        | Autriche             |
| The Ring                                   | Ringul                                                                    | Sergiu Nicolaescu       | Roumanie             |
| Avaete, Seed of Revenge                    | Avaeté - Semente da Vingança                                              | Zelito Viana            | Brésil               |
| Scalpel, Please                            | Skalpel, prosím                                                           | Jiří Svoboda            | Tchécoslovaquie      |
| Hopscotch                                  | Pisingaña                                                                 | Leopoldo Pinzón         | Colombie             |
| Soldier Sabur                              | Soldier Sabur                                                             | Abdul Latif             | Afghanistan          |
| Salt                                       | Sogum                                                                     | Shin Sang-ok            | Corée du Nord        |
| Saaransh                                   | Saaransh                                                                  | Mahesh Bhatt            | Inde                 |
| The Piper                                  | El zamar                                                                  | Atef El Tayeb           | Égypte               |
| Reference                                  | Kharakteristika                                                           | Christo Christov        | Bulgarie             |
| The Man Who Knew More                      | Mardi ke ziad midanest                                                    | Yadollah Samadi         | Iran                 |
| Unseen Wonder                              | Čudo neviđeno                                                             | Živko Nikolić           | Yougoslavie          |
| A Joke of Destiny                          | Scherzo del destino in agguato dietro l'angolo come un brigante da strada | Lina Wertmüller         | Italie               |

## Prix
- Prix d'or
  - Requiem pour un massacre d'Elem Klimov
  - A Soldier's Story de Norman Jewison
  - La Descente des neuf de Christos Siopahas
- Prix d'argent :
  - Unseen Wonder de Živko Nikolić
  - Woman in a Hat de Stanisław Różewicz
  - Avaete, Seed of Revenge de Zelito Viana
- Prix spéciaux :
  - Train d'enfer de Roger Hanin
  - Saaransh de Mahesh Bhatt
  - On the Threshold de Leif Erlsboe
- Prix :
  - Meilleur acteur : Lars Simonsen pour Twist and Shout
  - Meilleur acteur : Detlev Kügow pour Wodzek
  - Meilleure actrice : Juli Básti pour The Red Countess
  - Meilleure actrice : Choi Eun-hee pour Salt
- Prix FIPRESCI : Requiem pour un massacre d'Elem Klimov

## Source de la traduction
- (en) Cet article est partiellement ou en totalité issu de l’article de Wikipédia en anglais intitulé « 14th Moscow International Film Festival » (voir la liste des auteurs).